# Klejnot wolnego sumienia
Klejnot wolnego sumienia – polski film historyczno-kostiumowy z 1981 roku w reżyserii Grzegorza Królikiewcza. Akcja rozgrywa się w XVI wieku i dotyczy zawiązania Konfederacji Warszawskiej z 1573 roku, mającej na celu prawne usankcjonowanie wolności religijnej na terenie Rzeczypospolitej. Główną oś fabularną stanowi w filmie konflikt między kalwińskim rodem Sieniawskich a katolickim Bieleckich.
Zdjęcia kręcono w  następujących lokacjach: Piotrków Trybunalski, Inowłódz, Wrocław (katedra), Kraków (Wawel), Ojców, Baranów Sandomierski (zamek).

## Obsada
- Mieczysław Voit - Sieniawski
- Krzysztof Luft - Janek Bielecki
- Jerzy Prażmowski - Seweryn Bielecki
- Krystyna Kozanecka - Anna
- Jarosława Michalewska - Halszka
- Olgierd Łukaszewicz - Henryk III Walezy
- Maria Klejdysz - ciotka
- Aleksander Fogiel - Jan Firlej
- Józef Nalberczak - Jan Zamoyski
- Ryszard Bacciarelli - biskup Karnkowski
- Józef Fryźlewicz - biskup Krasiński
- Juliusz Lubicz-Lisowski - Wołłowicz
- Wirgiliusz Gryń - Mielecki
- Janusz Krawczyk - Stefan Batory
- Krzysztof Kursa - Zygmunt II August
- Zbigniew Sawan - pleban
- Adolf Chronicki - prymas Jakub Uchański
- Gustaw Lutkiewicz - Dębiński
- Czesław Jaroszyński - Konarski
- Andrzej Krasicki - senator
- Janusz Sterniński - karzeł (w czołówce imię: Jan)
- Bogusław Semotiuk - Mikołaj Bielecki
- Edward Piesiak
- Andrzej Hrydzewicz - mahometanin
- Andrzej Żółkiewski
- Janusz Dziubiński
- Jerzy Celiński - dowódca jazdy tatarskiej
- Aleksander Wysocki
- Bogusz Bilewski - powieszony szlachcic (nie występuje w czołówce)
- Józef Grzeszczak - kompan (nie występuje w czołówce)
- Czesław Magnowski (nie występuje w czołówce)
- Jerzy Moes - kompan Sieniawskiego (nie występuje w czołówce)
- Jerzy Rogowski - kompan (nie występuje w czołówce)
- Wojciech Skibiński (nie występuje w czołówce)